# باز قباپوش
باز قباپوش (نام علمی: Pseudastur polionotus) نام یک گونه از سرده بازنماها است.